# 斯泰因群島
69°39′S 75°47′E / 69.650°S 75.783°E
斯泰因群島是南極洲的群島，位於帕布利凱申斯冰架東部，處於瑟斯特雷內群島東南面15公里，該群島根據挪威探險隊的空中照片被繪入地圖。